# Stizocera jamaicensis
Stizocera jamaicensis är en skalbaggsart som beskrevs av Francesco Vitali 2007. Stizocera jamaicensis ingår i släktet Stizocera och familjen långhorningar. Inga underarter finns listade i Catalogue of Life.